# Aníbal Tejada
Aníbal Tejada (Montevideo, Uruguay) fue un árbitro y entrenador de fútbol uruguayo. Arbitró en la primera copa mundial y dirigió a la selección de su país.

## Trayectoria
Como árbitro, comandó tres partidos en la Copa América de 1942 y otros dos en la de 1941. Además fue el primer árbitro en la historia en conceder un penal, a Chile, en una Copa Mundial.
Como entrenador dirigió al Peñarol de Montevideo y también a la selección de Uruguay.

## Clubes y selecciones
| Club               | País               | Año       |
| ------------------ | ------------------ | --------- |
| Peñarol            | Uruguay            | 1944      |
| Selección uruguaya | Bandera de Uruguay | 1945-1946 |
| Peñarol            | Uruguay            | 1946      |

## Palmarés

### Campeonatos nacionales
| Título              | Club    | País    | Año  |
| ------------------- | ------- | ------- | ---- |
| Campeonato Uruguayo | Peñarol | Uruguay | 1944 |